# Alfred Wiśniewski

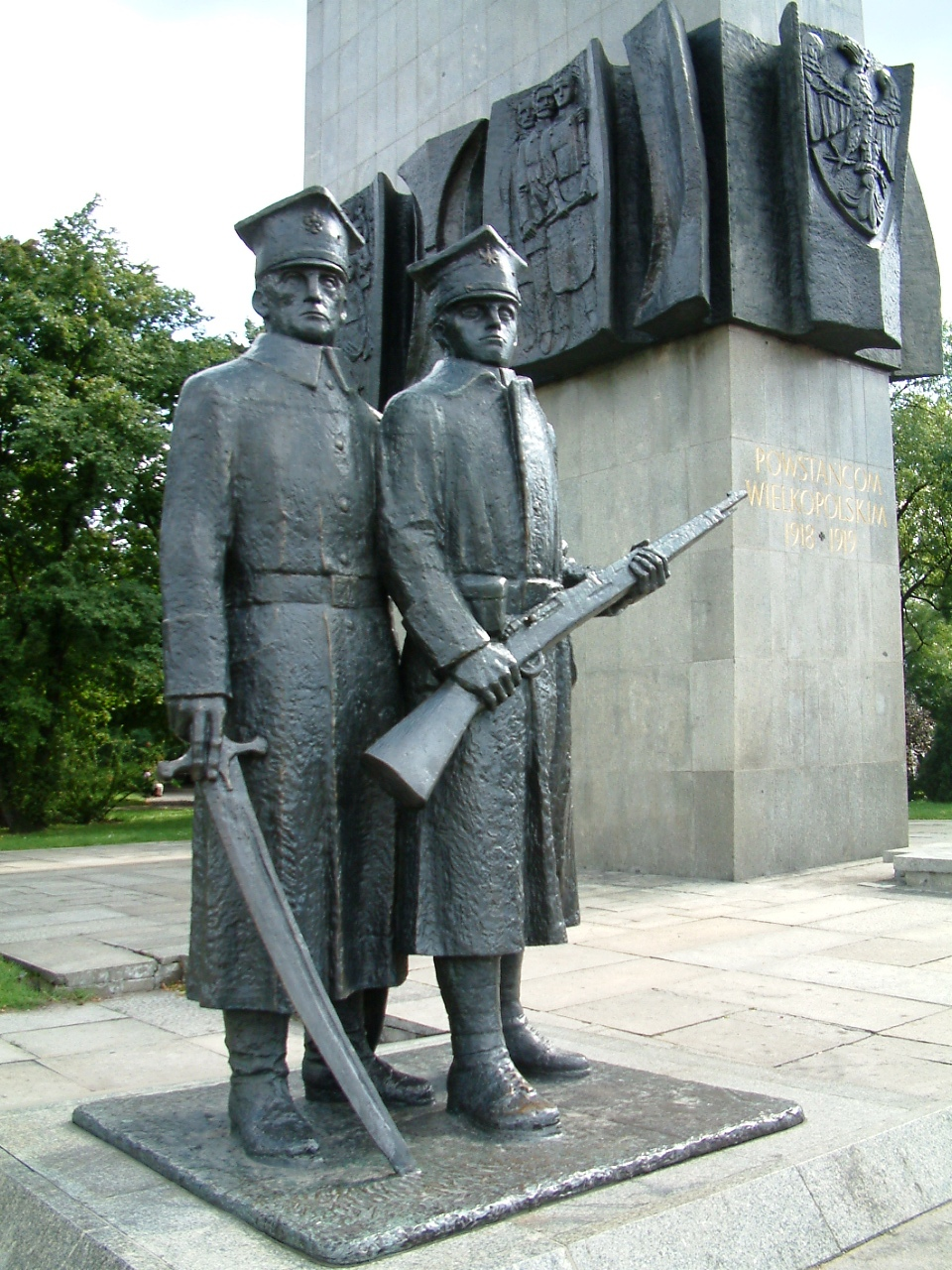
Pomnik Powstańców Wielkopolskich, autorstwa Alfreda Wiśniewskiego, odsłonięty w 1965 r. w Poznaniu

Alfred Gwidon Wiśniewski (ur. 21 lutego 1916 w Rogoźnie, zm. 18 stycznia 2011 w Sopocie) – polski rzeźbiarz, profesor Państwowej Wyższej Szkoły Sztuk Plastycznych w Gdańsku oraz współtwórca rekonstrukcji zabytkowych rzeźb w Gdańsku.

## Życiorys
W 1937 ukończył studia na Wydziale Rzeźby i Brązownictwa Państwowej Szkoły Sztuk Zdobniczych i Przemysłu Artystycznego w Poznaniu. Mieszkał w Poznaniu przy Königsplatz 9 W.15a (obecnie plac Cyryla Ratajskiego). W 1940 został przymusowo przesiedlony do Generalnego Gubernatorstwa.
Po wojnie, latach 1946–1950 zaocznie studiował na Wydziale Rzeźby Akademii Sztuk Pięknych w Warszawie. Dyplom w 1950 w pracowni prof. Franciszka Strynkiewicza. Pracował jako pedagog od 1946 w Państwowym Liceum Sztuk Plastycznych, następnie w latach 1947–1952 w Państwowej Wyższej Szkole Sztuk Plastycznych w Poznaniu, gdzie był kolejno asystentem, adiunktem i kierownikiem Pracowni Rzeźby Architektonicznej. W 1953 zamieszkał w Sopocie i rozpoczął pracę w gdańskiej uczelni, w której wykładał do 1983. Prowadził Pracownię Rzeźby na Wydziale Rzeźby, w latach 1954–1960 był prorektorem. W latach 1966–1969 pełnił funkcję dziekana Wydziału Rzeźby. Od 1961 do 1981 kierował Katedrą Rzeźby i Rysunku. Był członkiem Rady Wyższego Szkolnictwa Artystycznego przy Ministerstwie Kultury i Sztuki oraz członkiem Komisji Nagród Ministra Kultury i Sztuki.
Był konsultantem rzeźby przy odbudowie Starego Miasta w Gdańsku w latach 1954–1960. Zrealizował Pomnik Powstańców Wielkopolskich 1918–1919 w Poznaniu.
Zmarł 18 stycznia 2011 w wieku 95 lat. Został pochowany 8 lutego 2011 na cmentarzu komunalnym w Sopocie (kwatera E4-10-16).

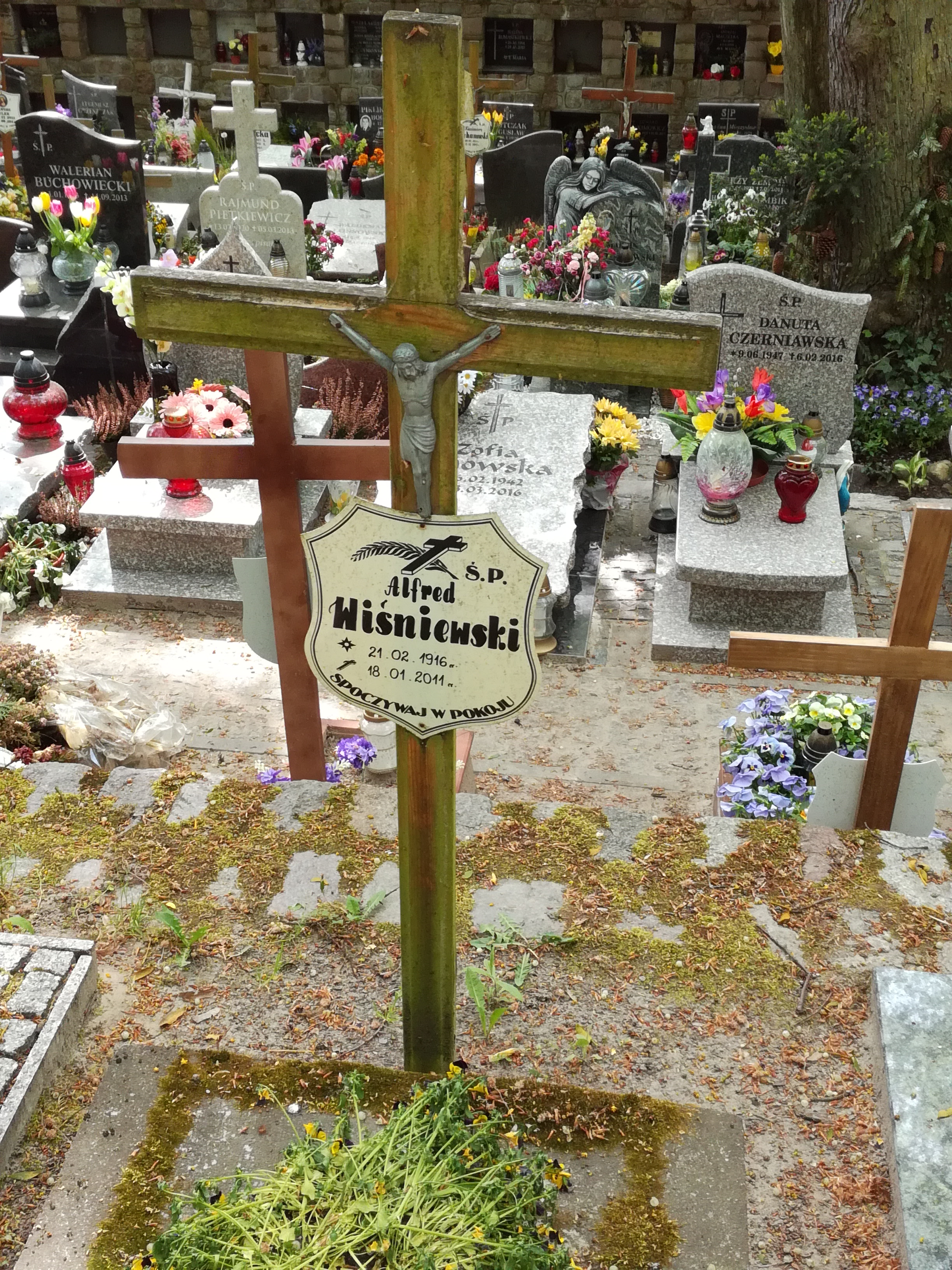
Grób Alfreda Wiśniewskiego na cmentarzu komunalnym w Sopocie

## Życie prywatne
Miał córkę i wnuczkę.

## Ordery i odznaczenia
- Krzyż Oficerski Orderu Odrodzenia Polski (1978)
- Krzyż Kawalerski Orderu Odrodzenia Polski (1959)
- Złoty Krzyż Zasługi (1951)[7]
- Medal 10-lecia Polski Ludowej (28 lutego 1955)[8]
- Medal Komisji Edukacji Narodowej (1988)
- Odznaka Honorowa Miasta Poznania (1965)
- Odznaka „Za zasługi dla Gdańska” (1974)

Źródło:.

## Nagrody
- Nagroda Ministra Kultury i Sztuki I stopnia za rzeźbę Apel sztokholmski (1949)
- Wyróżnienie Podkomitetu Literatury i Sztuki Nagrody Państwowej za twórczość rzeźbiarską ze szczególnym uwzględnieniem rzeźb: Granica pokoju i Kopernik (1955)[9]
- Nagroda im. Francesco Nullo na XXX Biennale w Wenecji (1960)
- Nagroda Ministra Kultury i Sztuki II stopnia (1970)
- Nagroda Ministra Kultury i Sztuki I stopnia (1978)
- Nagroda Rektora PWSSP (1981)
- Nagroda Ministra Kultury i Sztuki I stopnia (1983)

Źródło:.